# Chaerophyllum confusum
Chaerophyllum confusum är en flockblommig växtart som beskrevs av Nikolai Nikolaevich Woronichin och Aleksandr Alfonsovitj Grossgejm. Chaerophyllum confusum ingår i släktet rotkörvlar, och familjen flockblommiga växter. Inga underarter finns listade i Catalogue of Life.